# Köthel (Stormarn)
Köthel er en kommune og by i det nordlige Tyskland, beliggende i Amt Trittau under Kreis Stormarn. Kreis Stormarn ligger i den sydøstlige del af delstaten Slesvig-Holsten.

## Geografi
Köthel ligger omkring 30 kilometer øst for Hamborg og 10 km øst for Trittau.
Floden Bille danner den østlige kommunegrænse til Köthel i Kreis Herzogtum Lauenburg. Vest for kommunen ligger Naturschutzgebiet Hahnheide.